# Кристальная мечеть
Кристальная мечеть (иногда встречается вариант Хрустальная мечеть) — мечеть в городе Куала-Тренгану султаната Тренгану в Малайзии. Мечеть расположена в Парке исламского наследия на острове Вон Мэн. Строительство велось с 2006 по 2008 годы. Официальное открытие состоялось 8 февраля 2008 года тринадцатым Янг ди-Пертуан Агонгом, султаном Тренгану Мизаном Зайналом Абидином. Молитвенное сооружение может вмещать до полутора тысяч человек одновременно. Здание выполнено из железобетона и покрыто зеркальным стеклом. Мечеть имеет меняющуюся подсветку из семи цветов.